# حرم سلطان
حرم سلطان (به انگلیسی: Harem) یا حرمسرای سلطان یک مجموعه تلویزیونی ترکی با موضوع طنزاست. شبکهٔ AAA فامیلی این سریال را با دوبلهٔ فارسی پخش کرد.
از دوبلور های فارسی آن می توان به محسن زرآبادی ، شهاب ایلیکا ، رضا الماسی ، سینا زند ، کامبیز شکوفنده و... اشاره کرد